# حدبة (بوزي)
حدبة (بالفارسية: حدبه) هي منطقة سكنية تقع في إيران في قسم بوزي الريفي. يقدر عدد سكانها بـ 272 نسمة .